# F1 (2025.)
F1 (eng.  F1 the Movie) američka je sportska drama iz 2025. godine u kojoj Brad Pitt glumi vozača utrka koji se vraća u Formulu 1 (F1) nakon 30-godišnjeg izbivanja kako bi spasio autsajderski APXGP tim svog bivšeg suigrača od kolapsa. Režirao ga je Joseph Kosinski, a scenarij napisao Ehren Kruger, koji su obojica napisali priču. FIA, upravno tijelo F1, surađivala je u produkciji filma; pojavljuju se stvarni F1 timovi i vozači, uključujući Lewisa Hamiltona, koji je bio i producent. U filmu također glume Damson Idris, Kerry Condon, Tobias Menzies i Javier Bardem.
F1 je premijerno prikazan u Radio City Music Hallu u New Yorku 16. lipnja 2025., a u Sjedinjenim Državama ga je objavio Warner Bros. Pictures 27. lipnja. Film je dobio pozitivne kritike kritičara i zaradio je 165 milijuna dolara diljem svijeta do kraja lipnja uz budžet od 200-300 milijuna dolara.

## Radnja
Ostarjeli američki vozač Sonny Hayes živi nomadski u kombiju. Nakon što je vozio za Lotus u 1990-ima, nesreća 1993. završila mu je F1 karijeru. Postao je ovisnik o kockanju i izgubio tri braka. Bivši kolega Ruben Cervantes, vlasnik APXGP F1 tima, nudi mu testnu vožnju. Tim će biti prodan osim ako ne pobijedi u jednoj od preostalih devet utrka. Hayes pristaje.
Na testu Hayes upoznaje tehničku direktoricu Kate McKenna i ambicioznog rookieja Joshuu Pearcea. Ruši se tijekom testa, ali dobiva ugovor. U Britaniji ignorira timske naredbe i kolizira s Pearceom. U Mađarskoj pomaže Pearceu osvojiti prve bodove koristeći sigurnosna vozila. U Italiji Pearce ignorira Hayesov savjet, udara ivičnjak i zapali se. Hayes ga spašava iz vatre. Pearce propušta tri utrke.
Član odbora Peter Banning orkestrira pritužbu protiv McKenne kako bi prodao tim. Cervantes otpušta Hayesa radi sigurnosti zbog njegovih starih ozljeda.
U Abu Dhabiju Hayes uvjerava Cervantesa da ga pusti voziti. Tijekom utrke žrtvuje svoju šansu pomagajući Pearceu. Hamilton i Pearce se sudaraju na zadnjem krugu, Hayes osvaja prvu pobjedu i spašava tim. Hayes umirovljuje se iz F1-a i vraća nomadskom načinu života.

## Uloge
- Brad Pitt kao Sonny Hayes
- Damson Idris kao Joshua Pearce
- Kerry Condon kao Kate McKenna
- Javier Bardem kao Ruben Cervantes
- Tobias Menzies kao Peter Banning
- Kim Bodnia kao Kaspar Smolinski